# アラブ大賞典
アラブ大賞典（アラブだいしょうてん）とは、かつて日本中央競馬会が中京競馬場で施行していたアングロアラブによる平地競走である。
1961年、アングロアラブ系競走の充実を図る目的で重賞競走として設置。1965年から1982年までは年2回施行された。中央競馬におけるアングロアラブ系競走の見直しを受け、1982年秋の第40回をもってオープンクラスの特別競走に降格。1995年12月開催の本競走が中央競馬最後のアラブ系競走となった。

## 歴史
- 1961年 - 中京競馬場の砂コース（当時の中京には砂コースしかなく、現在のダートコースとは異なる性格であった）1800mにて、4歳（現表記3歳）以上のアラブ系競走馬によるハンデキャップ競走として創設。東海テレビ放送 (THK) から優勝杯の提供を受けたことから競走名は「THK賞アラブ大賞典」とした。
- 1965年
  - 競走名を「東海テレビ賞アラブ大賞典」に変更。
  - 春・秋の年2回制に移行。
  - この年の秋は京都競馬場の芝1800mにて施行。
- 1966年 - ゴールドバンカーが春・秋連覇を達成。さらに前年秋も含め3連覇を達成。
- 1970年
  - 中京競馬場の芝コース設置工事により小倉競馬場の芝1800mにて施行。
  - 同年秋より施行馬場を砂から芝に変更。
- 1973年 - 春開催をもって東海テレビ放送が優勝杯の提供から撤退（翌年から金鯱賞に優勝杯の提供を行う）、秋開催から競走名を「アラブ大賞典」に変更。
- 1975年 - この年の春のみ、ダート1700mで施行。
- 1980年 - 春開催を小倉競馬場の芝1800mにて施行。
- 1982年 - 秋開催をもって重賞競走としては終了[2]。
- 1983年 - この年以降、毎年末の年1回、芝2500mのオープン特別として施行。
- 1995年 - 同年で中央競馬からアラブ系競走が廃止されるため、最後の施行となった[1]。

### 歴代優勝馬
馬齢は2001年以降の表記に統一する。

#### 重賞時代
資料に連続性を持たせるため、春秋開催別に表を分けていない。
| 回数   | 開催日         | 優勝馬           | 性齢 | 重量 | タイム | 優勝騎手   | 管理調教師 |
| ------ | -------------- | ---------------- | ---- | ---- | ------ | ---------- | ---------- |
| 第01回 | 1961年02月19日 | カツラバラツケー | 牝4  | 57   | 1:58.1 | 宮本悳     | 橋本正晴   |
| 第02回 | 1962年03月04日 | ホツカイ         | 牡4  | 57   | 1:57.4 | 浅見国一   | 柄崎義信   |
| 第03回 | 1963年03月03日 | ヒメカツプ       | 牝3  | 55   | 1:56.5 | 池江泰郎   | 久保道雄   |
| 第04回 | 1964年03月08日 | サクシゲオー     | 牡4  | 56   | 1:57.7 | 高橋直     | 大久保石松 |
| 第05回 | 1965年02月07日 | ウキハシ         | 牡6  | 55.5 | 1:55.9 | 高橋直     | 大久保亀治 |
| 第06回 | 1965年11月21日 | ゴールドバンカー | 牡3  | 54.5 | 1:57.2 | 武邦彦     | 武平三     |
| 第07回 | 1966年02月06日 | ゴールドバンカー | 牡4  | 59   | 1:57.5 | 武邦彦     | 武平三     |
| 第08回 | 1966年09月04日 | ゴールドバンカー | 牡4  | 60.5 | 1:58.4 | 武邦彦     | 武平三     |
| 第09回 | 1967年03月19日 | オペレツタ       | 牝4  | 53   | 1:58.6 | 渡辺栄     | 柴田不二男 |
| 第10回 | 1967年07月23日 | タケダヒカル     | 牡3  | 56   | 1:57.3 | 柴田政見   | 柴田不二男 |
| 第11回 | 1968年03月17日 | ハツホマレ       | 牝4  | 54   | 1:56.6 | 清水出美   | 庄野穂積   |
| 第12回 | 1968年07月28日 | クモムラサキ     | 牝3  | 53   | 1:55.3 | 田島日出雄 | 二分久男   |
| 第13回 | 1969年03月16日 | ヒラハッコウ     | 牡3  | 53   | 1:55.2 | 武邦彦     | 夏村辰男   |
| 第14回 | 1969年07月27日 | パールロマン     | 牝3  | 53   | 1:55.4 | 武邦彦     | 小野留嘉   |
| 第15回 | 1970年02月15日 | フサイチ         | 牡4  | 54   | 1:53.2 | 小野幸治   | 小林三雄三 |
| 第16回 | 1970年11月15日 | フサイチ         | 牡4  | 55   | 1:53.0 | 小野幸治   | 小林三雄三 |
| 第17回 | 1971年02月28日 | ヒラハッコウ     | 牡5  | 58   | 1:53.4 | 簗田善則   | 曽場広作   |
| 第18回 | 1971年07月04日 | タカラダケ       | 牡3  | 56   | 1:50.4 | 高尾武士   | 田中良平   |
| 第19回 | 1972年02月27日 | ジャズ           | 牡3  | 56   | 1:53.1 | 川端義雄   | 高橋直     |
| 第20回 | 1972年12月10日 | ヒシマツタカ     | 牡3  | 60   | 1:51.4 | 蛯沢誠治   | 成宮明光   |
| 第21回 | 1973年02月25日 | ミツノセカイ     | 牡4  | 56   | 1:53.0 | 南井克巳   | 曽場広作   |
| 第22回 | 1973年12月09日 | ハマノカゲ       | 牡3  | 56   | 1:51.7 | 吉岡八郎   | 坂口正二   |
| 第23回 | 1974年02月24日 | オーギフォード   | 牡4  | 55   | 1:53.4 | 坂本恒三   | 田中朋次郎 |
| 第24回 | 1974年12月15日 | アイズムサシ     | 牡4  | 64   | 1:52.1 | 徳吉一己   | 仲住達弥   |
| 第25回 | 1975年02月23日 | ヤマサンツバメ   | 牝4  | 59   | 1:48.2 | 境直行     | 清田十一   |
| 第26回 | 1975年12月14日 | トクノハルオー   | 牡3  | 61   | 1:52.9 | 小林常泰   | 石栗龍雄   |
| 第27回 | 1976年02月22日 | シングル         | 牝3  | 52   | 1:51.5 | 安田伊佐夫 | 山本正司   |
| 第28回 | 1976年12月05日 | アイノハヤテ     | 牡3  | 60   | 1:51.3 | 蛯名信広   | 成宮明光   |
| 第29回 | 1977年02月27日 | マサフミオー     | 牡4  | 62   | 1:52.5 | 久保敏文   | 松田由太郎 |
| 第30回 | 1977年12月04日 | ポットグリン     | 牝4  | 63   | 1:52.2 | 夏村洋一   | 夏村辰男   |
| 第31回 | 1978年01月29日 | ポットグリン     | 牝5  | 65   | 1:51.6 | 夏村洋一   | 夏村辰男   |
| 第32回 | 1978年12月03日 | ニシノオーカン   | 牡3  | 57   | 1:52.4 | 横田吉光   | 古賀嘉蔵   |
| 第33回 | 1979年01月28日 | ヒロブエ         | 牝5  | 53   | 1:52.3 | 松田幸春   | 松田由太郎 |
| 第34回 | 1979年12月02日 | ゴッドガリトー   | 牡4  | 57   | 1:52.3 | 清水英次   | 坂口正二   |
| 第35回 | 1980年03月02日 | ホクトチハル     | 牡3  | 56   | 1:53.7 | 桑島孝明   | 前田禎     |
| 第36回 | 1980年12月07日 | ホクトチハル     | 牡3  | 64.5 | 1:51.6 | 徳吉一己   | 中野隆良   |
| 第37回 | 1981年02月14日 | ライトオスカー   | 牡3  | 53   | 1:51.2 | 小迫次男   | 本郷一彦   |
| 第38回 | 1981年12月06日 | ヒメガリトー     | 牝3  | 53   | 1:51.0 | 柴田光陽   | 清田十一   |
| 第39回 | 1982年03月14日 | ヒメガリトー     | 牝4  | 57   | 1:52.4 | 柴田光陽   | 清田十一   |
| 第40回 | 1982年12月12日 | ハイロータリー   | 牡6  | 64.5 | 1:53.9 | 大西直宏   | 中尾銑治   |

#### オープン特別
| 開催日         | 優勝馬             | 性齢 | 重量 | タイム | 優勝騎手 | 管理調教師 |
| -------------- | ------------------ | ---- | ---- | ------ | -------- | ---------- |
| 1983年12月11日 | アインゴウユウ     | 牡3  |      | 2:40.6 | 飯田明弘 | 松元省一   |
| 1984年12月01日 | ビガラススター     | 牡3  |      | 2:40.2 | 佐野清広 | 上田三千夫 |
| 1985年11月30日 | マサヒコドーター   | 牝4  |      | 2:39.7 | 松本達也 | 中尾正     |
| 1986年11月29日 | ロータリーアイドル | 牡3  | 59   | 2:38.1 | 鹿戸雄一 | 中尾銑治   |
| 1987年12月05日 | シロキタタロー     | 牡4  | 60   | 2:37.2 | 松永幹夫 | 中尾謙太郎 |
| 1988年12月03日 | セッテノベラ       | 牡3  | 58   | 2:36.6 | 岩戸孝樹 | 山崎彰義   |
| 1989年12月02日 | ロータリーアイドル | 牡6  | 65   | 2:37.5 | 菊沢隆徳 | 中尾銑治   |
| 1990年12月01日 | ハクサンツバメ     | 牡4  | 59   | 2:41.0 | 安田隆行 | 加藤敬二   |
| 1991年11月30日 | ワカサルーチェー   | 牡3  | 58   | 2:37.2 | 田島信行 | 橋口弘次郎 |
| 1992年12月05日 | タケイチラッキー   | 牡3  | 55   | 2:37.3 | 菅谷正巳 | 菅谷禎高   |
| 1993年12月11日 | タケイチラッキー   | 牡4  | 59   | 2:38.1 | 菅谷正巳 | 菅谷禎高   |
| 1994年12月10日 | ワカサルーチェー   | 牡6  | 62   | 2:38.7 | 大崎昭一 | 橋口弘次郎 |
| 1995年12月09日 | ムーンリットガール | 牝3  | 56   | 2:36.3 | 坂本勝美 | 森秀行     |